# Врбовец
Врбовец (хорв.  Vrbovec ) — город в Хорватии, в Загребской жупании. Население —  4 862 человека в самом городе и 14 892 человека в административном районе с центром во Врбовце (2001).

## Общие сведения
Врбовец находится в 30 километрах к востоку от столицы страны Загреба. В 11 километрах на юго-восток находится посёлок Дубрава, ещё 12 километрами дальше — город Чазма. В 20 километрах к северо-востоку расположен город Крижевцы, в 38 километрах к востоку — Бьеловар, в 30 километрах к юго-западу находится Дуго-Село.
Врбовец связан со столицей страны двумя автомобильными шоссе: автобаном А4 (ответвление от основной линии автобана Св. Eлена — Врбовец), а также старой дорогой Загреб — Дуго-Село — Врбовец — Бьеловар. Кроме этих дорог, из города также идёт шоссе на северо-восток в направлении на Крижевцы и Копривницу и на юго-восток к Дубраве, Чазме и далее в Гарешницу.
В городе также есть железнодорожная станция на линии Загреб — Копривница — Будапешт.

## История
Первое упоминание о городе датируется 21 апреля 1244 года, город упомянут в грамоте венгерского короля Белы IV.

## Экономика
Крупнейшая промышленная отрасль города — пищевая, крупнейшее предприятие — мясоперерабатывающая фабрика ПИК Врбовец (мясная промышленность). Также в городе есть предприятия строительной индустрии и металлообработки.

## Достопримечательности
- Церковь св. Вита — построена в XVII веке, перестроена и реконструирована в 1964 году.
- Замок Ловречина — расположен неподалёку от города, впервые упомянут в XIII веке.
- Замок семьи Патачич.
- Башня бана Петра Зринского.

## Известные люди
- Пётр Зринский, хорватский политик и общественный деятель. Бан Хорватии в 1664—1671 годах.
- Мария Юрич Загорка, первая женщина-журналист в Хорватии, писательница, феминистка, родилась в соседнем селе Неговец.